# Banda cambial
Banda cambial (também chamada de câmbio deslizante) é um regime cambial no qual o banco central de um país se compromete a assegurar um intervalo (geralmente com cotações mínima e máxima) para a variação do câmbio.
Nesse sistema, o banco central seleciona uma faixa, ou "banda", de valores na qual define sua moeda e intervém através de operações de compra e venda de moedas no mercado ou retorna a uma taxa de câmbio fixa se o valor de sua moeda sair dessa banda. É caracterizada como um regime de forte intervenção. Isso permite alguma revalorização, mas tende a estabilizar o valor da moeda dentro da banda. Nesse sentido, é um compromisso entre uma taxa de câmbio fixa (ou "atrelada") e uma taxa de câmbio flutuante.
Um regime cambial semelhante, serpente monetária, foi usado pela Comunidade Econômica Europeia no Sistema Monetário Europeu entre 1972 e 1979. Embora este conceito tenha fracassado, levou ao estabelecimento do Mecanismo Europeu de Taxa de Câmbio (ERM) e, em última instância, à criação do Euro como moeda única. Atualmente, esse sistema está vigente na Argentina desde setembro de 2018.

No Brasil, este regime foi adotado pelo Banco Central do Brasil entre março de 1995 até janeiro de 1999, como um procedimento de manutenção da estabilidade dos preços internos. Foi parte de um procedimento de liberalização gradual do mercado de moeda e substituiu o regime de câmbio fixo do início do Plano Real. Ao longo desse período houve uma desvalorização sistemática da moeda brasileira e foram empregadas mais de uma forma de banda (como a banda hexagonal endógena).